# Hélène Dieudonné
Pour les articles homonymes, voir Dieudonné (homonymie).
Hélène Jeanne Aimée de Schoulguina dite Hélène Dieudonné, née le 24 décembre 1887 dans le 9e arrondissement de Paris, et morte le 29 septembre 1980 à Chaumont-en-Vexin (Oise), est une actrice française.

## Biographie
Elle est la fille naturelle de Sophie de Schoulguina, 40 ans, rentière, demeurant au 13bis rue des Mathurins, à Paris. Son père Alphonse Emile Alfred Dieudonné, 51 ans, artiste dramatique, bien que vivant avec sa mère et l'ayant présentée à l'état-civil, ne la reconnaît que le 28 octobre 1916.
Grâce à son père, elle côtoie dès l'enfance des artistes reconnus comme Sarah Bernhardt, Lucien Guitry et Charles Le Bargy.
À onze ans, elle monte sur les planches à Monte-Carlo pour jouer aux côtés de son père puis entre au Conservatoire dans la classe de Paul Mounet où elle se lie d'amitié avec une autre élève, Françoise Rosay.
Elle devient une actrice connue tant au théâtre qu'au cinéma muet. Célibataire, elle perd un fils, Jean Jacques âgé de 10 mois en 1923. Puis, elle se marie le 30 septembre 1927, à Châteauneuf de Grasse (Alpes-Maritimes) avec Antoine Marius Hugues et interrompt sa carrière, partant vivre dans le Midi de la France pendant dix-sept ans. Elle perd leur jeune enfant, puis son mari et décide, à cinquante-huit ans, de remonter à Paris.
Mais elle est oubliée et ne trouve pas de rôles, c'est grâce à son amie Françoise Rosay, qu'elle remonte sur les planches en 1953 dans une pièce Le Vivier d'Henri Troyat où elle joue également. Elle la retrouve au cinéma en 1969 dans un film de Rinaldo Bassi, Un merveilleux parfum d'oseille aux côtés de Jean Carmet, Jacques Dufilho, Véronique Verlhac, Yves Rénier et Francis Blanche.
Elle participe à de nombreuses pièces, notamment Les portes claquent de Michel Fermaud, avec Jean-Claude Brialy où elle joue la grand-mère, rôle qu'elle reprit plus tard, dans la version filmée en 1960.
Parmi les films auxquels elle a participé, notons Le Dialogue des Carmélites de Philippe Agostini et Raymond Bruckberger en 1960, La Belle Américaine en 1961 et Le Petit Baigneur en 1967, tous deux de Robert Dhéry et Le cave se rebiffe de Gilles Grangier en 1961.
On la voit aussi beaucoup à la télévision où elle débute à 71 ans, dans la série des Enquêtes du commissaire Maigret ou celle des Cinq Dernières Minutes, dans Belle et Sébastien et Sébastien parmi les hommes ou Ardéchois cœur fidèle. On se souviendra surtout de sa prestation dans un feuilleton très célèbre des années 1960, dans le rôle d'Angèle : Janique Aimée avec Janine Vila.
Elle fait partie de ces actrices que l'on a vues très souvent au cinéma dans de petits rôles, mais qui ont marqué les mémoires. Ses traits doux, la bonté de son regard et sa voix nasillarde y sont sûrement pour quelque chose. Elle fut élue la plus charmante grand-mère du cinéma français.
En avril 1963, en sortant de son domicile, elle glisse sur le sol mouillé et se fracture le col du fémur. Elle est hospitalisée, mais reprend sa carrière après sa convalescence.
À l'âge de 88 ans, elle finit par prendre sa retraite et meurt quatre ans plus tard, à l'hôpital de Chaumont-en-Vexin. Elle a été inhumée à Versailles, au cimetière des Gonards.

## Filmographie

### Cinéma
- 1959 : Le travail c'est la liberté de Louis Grospierre
- 1960 : Les portes claquent de Jacques Poitrenaud : La grand-mère
- 1960 : La Main chaude de Gérard Oury
- 1960 : Recours en grâce de László Benedek : La voisine
- 1960 : Le Dialogue des Carmélites de Philippe Agostini et R.L Bruckberger : Sœur Jeanne de la Divine Enfance
- 1960 : Les Vieux de la vieille de Gilles Grangier : La supérieure de 'Gouyette'
- 1960 : Le Président d'Henri Verneuil : La cuisinière
- 1961 : Le Puits aux trois vérités de François Villiers : La vieille dame à la recette
- 1961 : Le cave se rebiffe de Gilles Grangier : La concierge
- 1961 : Paris Blues de Martin Ritt : The Pusher
- 1961 : La Belle Américaine de Robert Dhéry : La Mémé
- 1962 : Thérèse Desqueyroux de Georges Franju : Tante Clara
- 1961 : La Gamberge de Norbert Carbonnaux : La grand-mère de Françoise
- 1961 : Un singe en hiver d'Henri Verneuil : Joséphine
- 1961 : Le crime ne paie pas de Gérard Oury : Mme Corbiou
- 1962 : Le Repos du guerrier de Roger Vadim : Mme Pia
- 1963 : L'Honorable Stanislas, agent secret de Jean-Charles Dudrumet : La grand-mère de Stanislas
- 1963 : La Soupe aux poulets de Philippe Agostini : la vieille dame
- 1964 : Aurélia de Anne Dastrée  (Court-métrage) : La mendiante
- 1964 : Une ravissante idiote d'Édouard Molinaro : Mamie
- 1964 : Relaxe-toi chérie de Jean Boyer : Antonia
- 1965 : Thomas l'imposteur de Georges Franju : Tante de Thomas
- 1965 : La Curée de Roger Vadim : La bonne
- 1965 : Tant qu'on a la santé de Pierre Étaix
- 1966 : Martin soldat de Michel Deville : Marie-Marguerite
- 1966 : Le Saint prend l'affût de Christian-Jaque : Herminie
- 1967 : Le Petit Baigneur de Robert Dhéry : La garde-barrière
- 1967 : Toutes folles de lui de Norbert Carbonnaux : La marquise
- 1969 : Il pleut dans ma maison de Pierre Laroche : Germaine
- 1969 : Un merveilleux parfum d'oseille de Rinaldo Bassi : Aline
- 1971 : Un cave de Gilles Grangier : La tante
- 1971 : Mourir d'aimer d'André Cayatte : Mme Jaias Mère
- 1972 : Sex-shop de Claude Berri : La petite vieille
- 1972 : Quelque part quelqu'un de Yannick Bellon : Germaine
- 1973 : Pleure pas la bouche pleine de Pascal Thomas : la grand-mère
- 1974 : OK patron de Claude Vital : La concierge
- 1976 : Les Grands Moyens de Hubert Cornfield : Tante Basilia Giafferi

### Télévision
- 1960-1961, 1966 et 1972 : Les Cinq Dernières Minutes de Claude Loursais (série télévisée) : 
  - 1972 - Le diable l'emporte de Claude Loursais - La mère d'Étienne
  - 1966 - La Rose de fer de Jean-Pierre Marchand - Mme Joubin
  - 1961 - Épreuves à l'appui (Les Cinq Dernières Minutes no 21) de Claude Loursais - L'employée de Rapid-Photo
  - 1960 - Le Dessus des cartes de Claude Loursais - Mme Lafond, la première dame âgée
- 1961 : Plainte contre inconnu (Téléfilm) : La vieille femme
- 1961 : Le Temps des copains (série télévisée) : La vieille dame dans le train
- 1961 : Le Massacre des innocents (Téléfilm) : Elinor
- 1963 : Janique Aimée de Jean-Pierre Desagnat (série télévisée) : Angèle
- 1963 : Les choses voient d'André Pergament
- 1964 : Le Théâtre de la jeunesse : La Sœur de Gribouille d'après La Sœur de Gribouille de la comtesse de Ségur, réalisation en 2 parties Yves-André Hubert : Nanon
- 1965 : Quelle famille ! de Roger Pradines (série télévisée) : Grand-mère Anodin
- 1965 : Belle et Sébastien de Cécile Aubry (série télévisée) : Célestine
- 1966 : Le Chevalier d'Harmental (série télévisée) : Nanette
- 1966 : La tour Eiffel qui tue (Téléfilm) : Mme Eubine
- 1966 : Les Compagnons de Jéhu (série télévisée) : Rosine
- 1966 : Au théâtre ce soir (série télévisée) : Les portes claquent de Michel Fermaud : La grand-mère
- 1967 : Hedda Gabler de Raymond Rouleau
- 1967 : Vidocq de Marcel Bluwal (série télévisée) : Sœur Angèle
- 1967 et 1969 : Allô Police (série télévisée)
- 1968 : Sébastien parmi les hommes de Cécile Aubry (série télévisée) : Célestine
- 1968 : En votre âme et conscience (série télévisée) :
- 1968 : Le Comte Yoster a bien l'honneur (Graf Yoster gibt sich die Ehre) (série télévisée) : Lady Twingleport
- 1968 : Le Tribunal de l'impossible de Michel Subiela (série télévisée) (épisode Qui hantait le presbytère de Borley ?) d'Alain Boudet : Millie
- 1970 : La Fenêtre (Téléfilm) : Mme Dubonnet
- 1971 : Des yeux, par milliers, braqués sur nous d'Alain Boudet (Téléfilm) : Mme Bonnemain
- 1971 : Les Dossiers du professeur Morgan (série télévisée)
- 1972 : Les Chemins de pierre (série télévisée) : Mme Fargeau
- 1973 : Le Neveu d'Amérique (série télévisée) : Louisic Le Louarn
- 1973 : L'Éloignement (série télévisée) : Alice
- 1973 : Les Ecrivains de Robert Guez (Téléfilm) : La vieille dame
- 1974 : Messieurs les jurés : L'Affaire Hamblain d'André Michel
- 1974 : Ardéchois cœur fidèle de Jean Cosmos (série télévisée) : La grand-mère Noémie
- 1975 : Les Enquêtes du commissaire Maigret , "La Folle de Maigret", de Claude Boissol (série télévisée) : Mme de Caramé
- 1977 : Inutile d'envoyer photo (Téléfilm) : Alice

## Théâtre
- 1913 : La Demoiselle de magasin de Frantz Fonson et Fernand Wicheler, Théâtre du Gymnase
- 1913 : Les Requins de Dario Niccodemi, Théâtre du Gymnase
- 1922 : Le Mariage de Mademoiselle Beulemans de Frantz Fonson et Fernand Wicheler, Théâtre de l'Odéon
- 1957 : Moi, Napoléon !… d'Albert Dieudonné, mise en scène Alain Quercy, Théâtre des Arts
- 1958 : Les portes claquent de Michel Fermaud, mise en scène Christian-Gérard, Théâtre Daunou
- 1960 : Impasse de la fidélité d'Alexandre Breffort, mise en scène Jean-Pierre Grenier, Théâtre des Ambassadeurs
- 1962 : Les Cailloux de Félicien Marceau, mise en scène André Barsacq, Théâtre de l'Atelier
- 1963 : Arsenic et vieilles dentelles de Joseph Kesselring, adaptation Pierre Brive, mise en scène Robert Lamoureux, Théâtre Daunou
- 1963 : Le Paria de Graham Greene, mise en scène Jean Mercure, Théâtre Saint-Georges
- 1964 : Tim de Pol Quentin, mise en scène Jacques-Henri Duval, Théâtre Édouard VII
- 1965 : Liola de Luigi Pirandello, mise en scène Bernard Jenny, Théâtre du Vieux-Colombier